# Halsholmen, Pargas
Halsholmen är en ö i Finland. Den ligger i Skärgårdshavet och i kommunen Pargas i landskapet Egentliga Finland, i den sydvästra delen av landet. Ön ligger omkring 33 kilometer söder om Åbo och omkring 140 kilometer väster om Helsingfors.
Öns area är 11,9 hektar och dess största längd är 0,5 kilometer i nord-sydlig riktning. Ön höjer sig omkring 40 meter över havsytan. I omgivningarna runt Halsholmen växer i huvudsak blandskog.